# Ейбрахам Линкълн: Ловецът на вампири
„Ейбрахам Линкълн: Ловецът на вампири“ (на английски: Abraham Lincoln: Vampire Hunter) е американски свръхестествен филм на ужасите от 2012 г. на режисьора Тимур Бекмамбетов, и е базиран на едноименния роман, написан от Сет Греъм-Смит. Във филма участват Бенджамин Уокър, Доминик Купър, Антъни Маки, Мери Елизабет Уинстед, Руфъс Сюъл и Мартон Чокаш.
Филмът е последният филм на „Туентиът Сенчъри Фокс“, който е финансиран от „Дюн Ентъртейнмънт“ като част от сделката със студиото. Премиерата на филма е на 18 юни 2012 г.